# Gilbert Randon
Gilbert Randon (Lyon, c. 1814-París, 1884) fue un caricaturista francés.

## Biografía
Nacido en Lyon, según algunas fuentes en 1814, fue autor de litografías y álbumes humorísticos, especialmente sobre militares. En 1850 litografió caricaturas para L'Argus, Charivari de Lyon. Poco después marchó a París, donde publicó Alphabet militaire, Les Petites Misères, Le vrai Troupier français, Proverbes, Meli-Melo, Grand Album du Coloriste y Ah! quel plaisir d'être soldat!. Colaboró en el periódico Paris y en el Journal Amusant, además de ser uno de los dibujantes del Journal pour Rire. Falleció el 31 de marzo de 1884.